# Primeira-dama da Islândia
 A Primeira-dama da Islândia refere-se à esposa do presidente da Islândia. A atual primeira-dama do país é Eliza Reid, esposa de Guðni Th. Jóhannesson, desde 1 de agosto de 2016.
Até hoje, não houve nenhum ''Primeiro-cavalheiro'' na Islândia. A primeira presidente da Islândia, Vigdís Finnbogadóttir, divorciou-se em 1963 e foi solteira durante o seu mandato como presidente do país.

## Primeiras-damas da Islândia
† – denota que a primeira-dama morreu enquanto o Presidente estava no cargo 
| Primeira-dama                | Presidente             | Duração                                  |
| ---------------------------- | ---------------------- | ---------------------------------------- |
| Georgia Björnsson            | Sveinn Björnsson       | 1944–1952                                |
| Dóra Þórhallsdóttir          | Ásgeir Ásgeirsson      | 1952–1964 †                              |
| Posição vaga                 | Ásgeir Ásgeirsson      | 1964-1968                                |
| Halldóra Eldjárn             | Kristján Eldjárn       | 1968–1980                                |
| Posição vaga                 | Vigdís Finnbogadóttir  | 1980-1996                                |
| Guðrún Katrín Þorbergsdóttir | Ólafur Ragnar Grímsson | 1996–1998 †                              |
| Posição vaga                 | Ólafur Ragnar Grímsson | 1998 - 14 de maio de 2003                |
| Dorrit Moussaieff            | Ólafur Ragnar Grímsson | 14 de maio de 2003 - 1 de agosto de 2016 |
| Eliza Reid                   | Guðni Th. Jóhannesson  | 1º de agosto de 2016 - presente          |